# روش شبکه بولتزمن

برخورد ذرات در مقیاس کوچک مدل شبکه HPP.

روش شبکه بولتزمن (به انگلیسی: Lattice Boltzmann Method) یک روش دینامیک سیالات محاسباتی برای شبیه‌سازی جریان سیال است که به جای حل معادلات ناویه-استوکس، معادله بولتزمن گسسته شده بکار می‌رود.
LBM یک تکنیک شبیه‌سازی نسبتاً جدید برای هندسه‌های پیچیده است. در روش‌های سنتی CFD، که حل معادلات بقا (به عنوان مثال، جرم، مومنتوم و انرژی) انجام می‌شد در مدل LBM، سیال متشکل از ذرات خیالی و شامل دو مرحله برخورد و پخش است.
LBM مزایای متعددی نسبت به سایر روش‌های مرسوم CFD، به خصوص در برخورد با مرزهای پیچیده و محیط متخلخل در ابعاد میکروسکوپیک دارد و شامل موازی‌سازی الگوریتم است. شبیه‌سازی جریان چندفازی همیشه یک چالش برای CFD به دلیل حرکت و رابط دگردیسی است که در روش شبکه بولتزمن به راحتی قابل تحلیل است.
در الگوریتم کامپیوتر، برخورد و پخش به صورت زیر تعریف می‌شود:
مرحله برخورد: {\displaystyle f_{i}^{t}({\vec {x}},t+\delta _{t})=f_{i}({\vec {x}},t)+{\frac {1}{\tau _{f}}}(f_{i}^{eq}-f_{i})\,\!}
مرحله پخش (انتشار): {\displaystyle f_{i}({\vec {x}}+{\vec {e}}_{i}\delta _{t},t+\delta _{t})=f_{i}^{t}({\vec {x}},t+\delta _{t})\,\!}
با وجود افزایش محبوبیت LBM در شبیه‌سازی جریان سیال، برخی از محدودیت‌ها در این روش نیز وجود دارد از جمله، شبیه‌سازی جریان با عدد ماخ بالا است. با این حال، LBM قابلیت شبیه‌سازی حل‌های حرارتی خاص به همراه انجام انتقال حرارت (هدایت، جابجایی و تابش) دارد.